# Wisła Obłaziec
Wisła Obłaziec – zlikwidowany przystanek kolejowy w Wiśle w województwie śląskim, w Polsce. Znajduje się na wysokości 414 m n.p.m..

## Historia

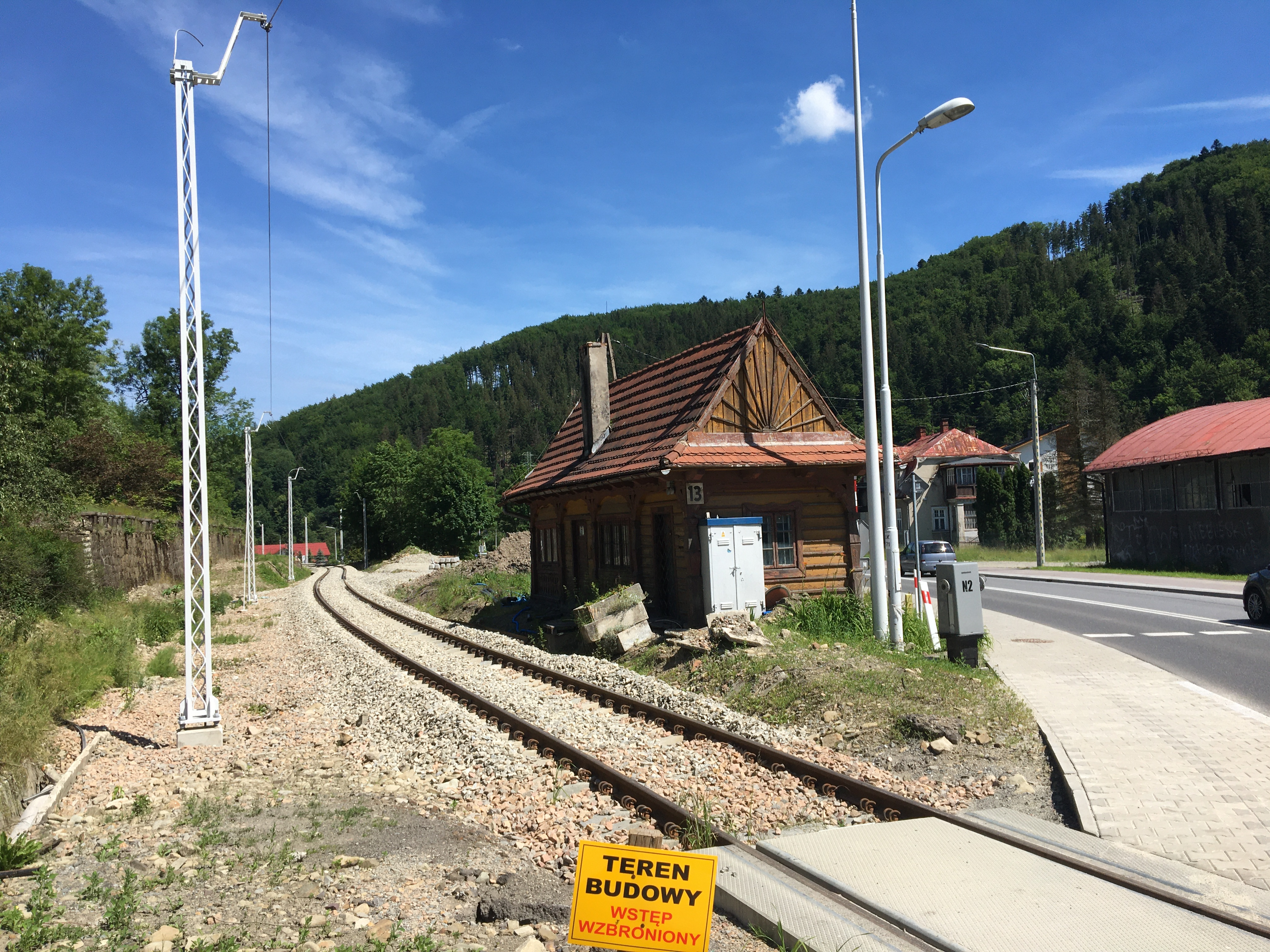
Przystanek po rozbiórce peronu

Przystanek został otwarty 10 lipca 1929 roku przy okazji otwarcia linii kolejowej do stacji Wisła Uzdrowisko. Wybudowany został drewniany budynek projektu góralskiego o konstrukcji słupowej mieszczący kasę biletową, poczekalnię oraz posterunek dróżnika. Podobny obiekt powstał w Dziechcince. Zbudowano również murowany dom mieszczący mieszkanie zawiadowcy oraz szalety. W pobliżu przystanku zlokalizowano stalowy most kolejowy na rzece Wiśle z 1926 roku o konstrukcji belkowej. Po drugiej wojnie światowej ze względu na zniszczenie przez wycofujące się wojska niemieckie mostu kolejowego do 28 maja 1946 roku pociągi kursowały tylko do przystanku w Obłaźcu. Podczas elektryfikacji linii kolejowej został wybudowany niski peron z nawierzchnią z płyt betonowych. Niedaleko obiektu zlokalizowano dwie bocznice kolejowe, prowadzące do kamieniołomu i tartaku. Z przystanku wiódł dawniej zielony pieszy szlak turystyczny na Orłową i Soszów Wielki. Przystanek obsługiwany był przez samorządową spółkę Koleje Śląskie od 1 czerwca 2012 roku, kiedy rozpoczęła kursowanie na linii kolejowej zamiast Przewozów Regionalnych. Drewniany budynek wpisano do Gminnej Ewidencji Zabytków miasta Wisły. W ramach rewitalizacji linii kolejowej planowano zlikwidowanie posterunku. W zamian zaprojektowano przystanek Wisła Jawornik. W marcu 2021 roku przystanek został rozebrany. 

## Ruch pasażerski
| Rok  | Wymiana pasażerska na dobę |
| ---- | -------------------------- |
| 2017 | 0-9                        |
| 2022 | 0-9                        |